# Woptober
Woptober (reso graficamente WOPTOBER) è un mixtape commerciale del rapper statunitense Gucci Mane, pubblicato il 14 ottobre 2016 dalle etichette discografiche Atlantic Records e GUWOP Enterprises. Il mixtape presenta le collaborazioni di Rick Ross e Young Dolph.

## Singoli
Il primo ed unico singolo estratto dal mixtape è stato Bling Blaww Burr, pubblicato il 20 settembre 2016.. Un singolo promozionale, Icy Lil Bitch, è stato invece pubblicato l'11 ottobre seguente.

## Tracce
Crediti adattati da Tidal. 

Testi di Radric Davis, eccetto dove indicato.
1. Intro: Fuck 12 – 2:41 (musica: London on da Track)
2. Aggressive – 3:36 (musica: TM88, Zaytoven)
3. The Left – 3:39 (musica: Will-A-Fool)
4. Money Machine (feat. Rick Ross) – 3:46 (testo: Davis, William Roberts II – musica: Honorable C.N.O.T.E.)
5. Dirty Lil Nigga – 3:56 (musica: Metro Boomin, Southside)
6. Wop – 2:57 (musica: London on da Track)
7. Right on Time – 2:37 (musica: Zaytoven)
8. Bling Blaww Burr (feat. Young Dolph) – 3:25 (testo: Davis, Adolph Thornton, Jr. – musica: Metro Boomin)
9. Icy Lil Bitch – 2:45 (musica: Zaytoven)
10. Love Her Body – 3:46 (musica: Metro Boomin, Zaytoven)
11. Hi-Five – 3:09 (musica: Metro Boomin, Cubeatz)
12. Out the Zoo – 4:03 (musica: Drumma Boy)
13. Addicted – 3:12 (musica: Will-A-Fool)

## Formazione
Crediti adattati da Tidal.
- Colin Leonard – mastering
- Kori Anders – missaggio
- Sean Paine – registrazione

## Classifiche
| Classifica (2016) | Posizione massima |
| ----------------- | ----------------- |
| Stati Uniti       | 43                |